# Idaea albitorquata
Idaea albitorquata is een vlinder uit de familie spanners (Geometridae). De wetenschappelijke naam is voor het eerst geldig gepubliceerd in 1909 door Pungeler.
De soort komt voor in Europa.